# Saint-Vaast-la-Hougue
Saint-Vaast-la-Hougue è un comune francese di 2 126 abitanti situato nel dipartimento della Manica, nella regione della Normandia.

## Geografia fisica

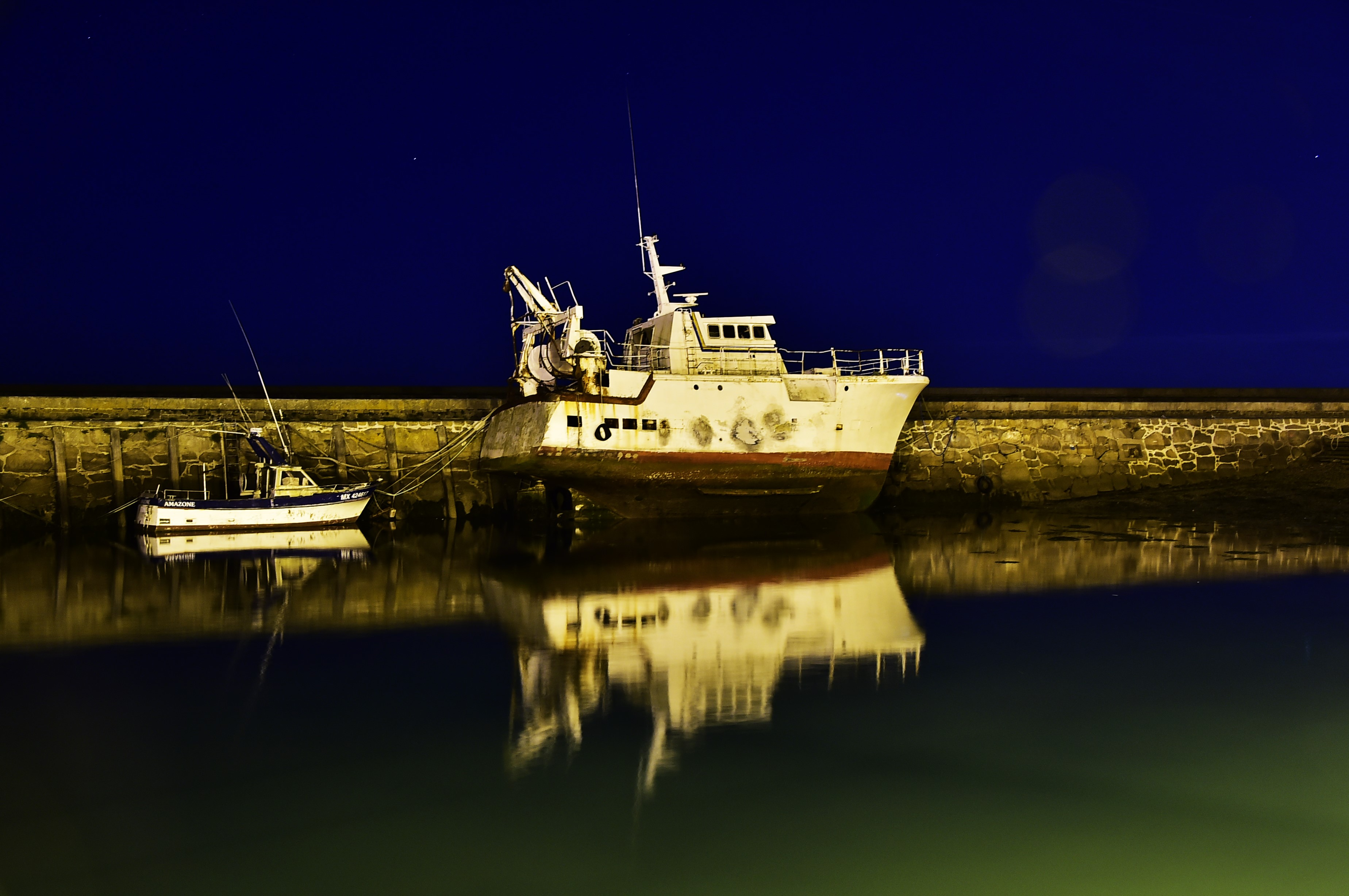
Il porto di notte

È attraversato dalla Saire, che termina ivi il suo corso gettandosi nel canale della Manica. L'isola di Tatihou fa parte del territorio comunale: essa dista circa 1 km dalla riva ed è raggiungibile a piedi durante la bassa marea, mentre un veicolo anfibio la collega regolarmente al porto di Saint-Vaast-la-Hougue.

## Storia

### Simboli
Lo stemma comunale è stato adottato il 15 maggio 2003.

## Monumenti e luoghi d'interesse
- I forti di La Hougue e Tatihou

## Società

### Evoluzione demografica
Abitanti censiti